# Kaltrina Krasniqi
Kaltrina Krasniqi (ur. 1981 w Prisztinie) – kosowska reżyserka.

## Życiorys
Ukończyła studia na Uniwersytecie w Prisztinie .
Wyreżyserowała oparty na faktach film pod tytułem Vera śni o morzu, którego tematyką jest wojna w Kosowie ; produkcja miała swoją premierę w 2021 roku na Międzynarodowym Festiwalu Filmowym w Wenecji.

## Życie prywatne
Zamężna z muzykiem Gencem Salihu, z którym mieszka w Prisztinie . Prowadzi w tym mieście księgarnię .